# تپه رستم محمود
تپه رستم محمود مربوط به سده‌های متاخر دوران‌های تاریخی پس از اسلام است و در شهرستان زابل، بخش شیب آب، دهستان لوتک، ۲۶ متری جنوب شرق روستای رستم محمود واقع شده و این اثر در تاریخ ۲۷ اسفند ۱۳۸۶ با شمارهٔ ثبت ۲۲۶۴۶ به‌عنوان یکی از آثار ملی ایران به ثبت رسیده است.